# Josef Horinka
Josef Horinka (7. prosince 1968 Hrádek nad Nisou – 9. května 2024) byl český politik, v letech 2018–2024 zastupitel Libereckého kraje, v letech 2012–2024 starosta města Hrádek nad Nisou, člen SLK.

## Život
V letech 1983-1987 absolvoval Střední průmyslovou školu stavební a poté získal magisterské vzdělání na Metropolitní univerzitě Praha, pobočka Liberec v oboru veřejné správy a evropských studiích. Od roku 1993 je předsedou fotbalového oddílu TJ Slovan Hrádek n. N. Než se stal starostou města, působil jako technik ve firmě Výroba stuh-ELAS s.r.o. Hrádek nad Nisou, kde si také doplnil jazykové znalosti a absolvoval státní zkoušku z anglického jazyka.
V úterý 23. října 2018 v souvislosti s úmrtím rotného Tomáše Procházky, který zahynul o den dříve po útoku na vojenské misi v Afghánistánu a pocházel z Hrádku nad Nisou, kdy na náměstí zavlála černá vlajka a vzniklo zde i pietní místo, Horinka zareagoval a vyhlásil: „Kdo chce vzdát tichou čest jeho památce a zavzpomínat na Tomáše, může mu ve vestibulu hrádecké radnice zapálit svíčku nebo přinést kytičku.“
Zemřel náhle 9. května 2024 v 55 letech.

## Politické působení
V komunálních volbách v roce 2002 kandidoval jako nestraník za ODS do Zastupitelstva města Hrádek nad Nisou, ale neuspěl. Zvolen byl až ve volbách v roce 2006 jako nezávislý za uskupení "HRÁDEK POTŘEBUJE ZMĚNY!". V listopadu 2006 se navíc stal místostarostou města. Jako nezávislý za uskupení "HRÁDEK POTŘEBUJE ZMĚNY!" obhájil post zastupitele a posléze i místostarosty ve volbách v roce 2010. Dne 19. prosince 2012 nahradil ve funkci starosty města Hrádek nad Nisou nově zvoleného hejtmana Libereckého kraje Martina Půtu. Pozice zastupitele a následně i starosty města obhájil již jako člen SLK ve volbách v letech 2014 a 2018.
V krajských volbách v roce 2004 kandidoval jako nestraník za hnutí USZ na kandidátce subjektu Koalice "Unie pro sport a zdraví - Demokratická regionální strana" do Zastupitelstva Libereckého kraje, ale neuspěl. Ve volbách v roce 2016 kandidoval již jako člen SLK, ale opět neuspěl (stal se prvním náhradníkem). Na konci ledna 2018 však na zastupitelský mandát rezignoval jeho stranický kolega Jan Farský a Horinka se tak dne 30. ledna 2018 stal novým zastupitelem Libereckého kraje.
Ve volbách do Evropského parlamentu v květnu 2019 kandidoval jako člen strany SLK na 16. místě kandidátky subjektu s názvem "Starostové (STAN) s regionálními partnery a TOP 09", ale nebyl zvolen.
V krajských volbách v roce 2020 kandidoval na patnáctém místě kandidátky SLK a byl znovu zvolen zastupitelem Libereckého kraje.